# Tipulodina amabilis
Tipulodina amabilis är en tvåvingeart som först beskrevs av Alexander 1938.  Tipulodina amabilis ingår i släktet Tipulodina och familjen storharkrankar. Inga underarter finns listade i Catalogue of Life.